# خربة بيت فار
خربة بيت فار هي قرية فلسطينية مهجرة، تقع قضاء الرملة؛ في الطرف الشرقي من السهل الساحلي الفلسطيني الأوسط، على بقعة منبسطة تُشرف على كثير من التلال، وبين رافدين من روافد وادي الصرار تقع قرية بيت فار، على بعد 15 كيلو مترًا من الجنوب الشرقي من مدينة الرملة، ومتصلة بالطريق الرئيسي بين القُدس الشريف وغزة بطريق الرملة بطريق فرعي. تحيط بأراضي القرية أراضي قرى سجد من الجنوب الشرقي، بيت جيز من الشمال الشرقي، من الشمال خُلدة ومن الغرب أم كلخة. ترتفع عن سطح البحر 125 مترًا.
احتلت وطُهرت عرقيًّا على يد القوات الإسرائيلية، دمروها، شرّدوا أهلها وأقاموا على أرضها مستعمرة «بيت مئير». غيّروا اسمها إلى «تل شاحر» ثم مستعمرة «تسلافون».

## احتلال القرية وتطهيرها عرقيًّا
من الجائز أن تكون القرية احتُلّت في سياق عملية «نحشون»، أي أثناء الهجوم الأساسي للسيطرة على ممرّ القدس في النصف الأول من نيسان/ أبريل من عام 1948. إلاّ أنّ من المرجح أن تكون احتُلّت في إحدى العمليات الصغرى اللاحقة، والتي كان الهدف منها احتلال قرية اللطرون الاستراتيجية؛ ذلك بأن هذه العمليات (هرئيل، يبوسي، مكابي، بن-نون، يورام)، التي استمرت منذ أواسط نيسان/ أبريل حتى أوائل حزيران/يونيو، أدّت إلى احتلال بضع قرى أُخرى في ممرّ القدس. حيث من المرجح أن تكون خربة بيت فار بين هذه القرى.

## القرية اليوم
كل ما بقي من القرية اليوم حطام وعوارض معدنية مكدّسة في رقعة صغيرة. كما تحيط أشجار الخروب بالموقع على شكل حلقة. وثمة إلى الشرق والشمال من الموقع بقايا بستان زيتون اقتلعت أشجاره.

## المستعمرات الإسرائيلية على أراضي القرية
أُسّست مستعمرة «بيت يئير» على أراضي القرية في سنة 1948. غُيّر اسمها لاحقًا إلى «تل شاحَر» (السَحَر أو الفجر)؛ وهو ترجمة تقريبية لاسم عائلة هنري مورغنتاو (Henry Morgenthau)، من مؤيّدي الحركة الصهيونية الأميركيين.